# Vojtěch Dolejší
Vojtěch Dolejší (30. července 1903, Vídeň – 7. června 1972, Praha) byl komunistický novinář a předseda Československého svazu novinářů. Působil v tiskovinách Rudé právo, Práce, Tvorba, Květy, praxi získal v Dělnickém deníku a Pochodni.

## Kariéra
Členem Komunistické strany Československa se stal v době jejího založení v květnu 1921. Tehdy pracoval jako dělník v obuvnictví. Začal studovat marxismus a pracovat v Komunistickém svazu mládeže i v Rudých odborech. V roce 1931 jej strana dosadila do redakce Dělnického deníku v Ostravě, poté přešel do Pochodně v Hradci Králové. Od roku 1935 pracoval v redakci Rudého práva. V době protektorátu byl zatčen gestapem a uvězněn. V roce 1945 se po Květnovém povstání podílel na obnovení Rudého práva. Jako komunista pracoval tam, kam jej strana „dosadila“. Jednalo se o redakce novin a časopisů Práce, Tvorba, Květy, v Rudém právu byl určitou dobu šéfredaktorem. V letech 1957–1963 byl předsedou Československého svazu novinářů, svaz spadal pod Národní frontu. Dle jeho vlastního tvrzení je povinností člena KSČ – „Být komunistou vždy a všude“. Tak nazval i svůj článek, který pro Rudé právo napsal těsně před svou smrtí. Článek byl publikován dne 9. června 1972.

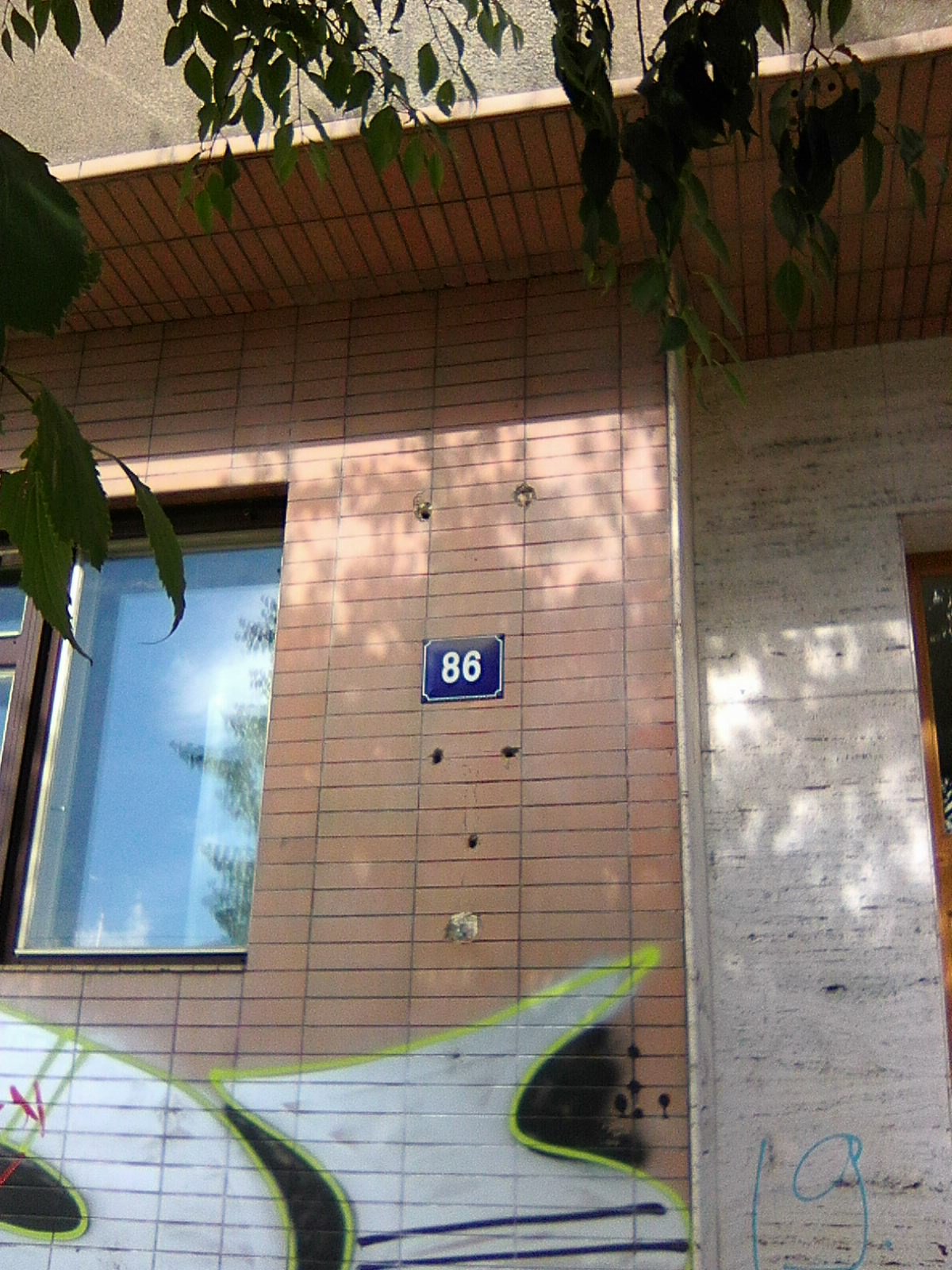
Na paměť pamětní desky (2022)

## Ocenění
Vojtěch Dolejší byl nositelem Řádu práce (od 30. 4. 1954), Řádu republiky (7. 5. 1955), a Řádu 25. února.
V Praze 7 byla k jeho nedožitým 80. narozeninám odhalena pamětní deska na domě, kde žil. Dům, jehož lidový název je Molochov, má číslo 86/850 a nachází v ulici Milady Horákové (dříve Obránců míru).

## Dílo
- Vojtěch Dolejší: 40 let Rudého práva – 1920–1960. Praha, Státní nakladatelství politické literatury, 1960